# Cichla intermedia
Cichla intermedia är en fiskart som beskrevs av Machado-allison, 1971. Cichla intermedia ingår i släktet Cichla och familjen Cichlidae. Inga underarter finns listade i Catalogue of Life.